# ハウ・ユー・リマインド・ミー
「ハウ・ユー・リマインド・ミー」（How You Remind Me）は、カナダのロックバンド、ニッケルバックのシングル。
2002年度の年間チャート1位。また、全米の「Billboard Hot 100」では、4週連続1位を獲得している。
2012年12月、アヴリル・ラヴィーンによるカバー・バージョンが、日本のアニメーション映画『ONE PIECE FILM Z』の主題歌に起用された。